# Iván Carrino
Iván Carrino (Buenos Aires; 8 de mayo de 1986) es un licenciado en administración, escritor, conferencista, columnista y profesor argentino de carácter liberal. Actualmente, dirige Iván Carrino & Asociados, una empresa de investigación y asesoría económica y financiera y es Subdirector de la Maestría en Economía y Ciencias Políticas del Instituto Universitario ESEADE.

## Biografía
Carrino estudió administración, recibiéndose de licenciado en Administración por la Universidad de Buenos Aires. Cuenta con un máster en Economía de la Escuela Austriaca por la Universidad Rey Juan Carlos de Madrid, habiendo sido alumno del anarcocapitalista Jesús Huerta de Soto y un máster en Economía Aplicada por la Universidad del CEMA, en Argentina. Dirige Iván Carrino & Asociados, su empresa de investigación y asesoría económica, y es Subdirector de la maestría en Economía y Ciencias Políticas de la ESEADE.
Se desempeña como profesor de Economía Internacional en el Instituto Universitario ESEADE Escribe columnas en diarios como La Nación, Ámbito Financiero, El Cronista e Infobae.
Además es colaborador de Libertad y Progreso.
Fue galardonado con una mención en el 12º Concurso de Ensayo, por la fundación Caminos de Libertad en México.
Su libro titulado El liberalismo económico en 10 principios también fue publicado en España.

## Libros
Es autor de cuatro libros: 
- 2015, Cleptocracia (ISBN 9789873384837)
- 2016, Estrangulados (ISBN 978-987-42-0428-8)
- 2017, Historia secreta de Argentina  (ISBN 978-987-42-3423-0)
- 2018, El liberalismo económico en 10 principios (ISBN 978-84-7209-732-2)